# Trauernachtschwalbe
Die Trauernachtschwalbe (Nyctipolus nigrescens, Syn.: Caprimulgus nigrescens), manchmal auch Trauerziegenmelker genannt, ist eine Vogelart aus der Familie der Nachtschwalben (Caprimulgidae).
Sie wurde früher als konspezifisch mit der Tepuinachtschwalbe (Setopagis whitelyi) angesehen.
Sie kommt im Amazonasbecken, in Bolivien, Ecuador, Guyana, Kolumbien, Peru, Suriname und Venezuela relativ häufig vor.
Ihr Verbreitungsgebiet umfasst hauptsächlich wenig bewachsene, offene, steinige Landschaften mit Felsformationen und Steinansammlungen.

## Beschreibung
Die Trauernachtschwalbe ist 19–22 cm groß, das Männchen wiegt zwischen 32 und 42 g, das Weibchen zwischen 32 und 50 g. Die Oberseite ist schwärzlich, stark gelbbraun, zimtfarben, rotbraun und grau-weiß gefleckt. Ein Nackenband ist nicht abgrenzbar. Die Unterseite ist dunkelgrau und ähnlich gefleckt. Beim Männchen findet sich im Gegensatz zum Weibchen ein seitlicher weißer Kehlfleck sowie Weiß auf den Flügeln und den Schwanzfedern.

## Stimme
Der Ruf des Männchens wird als leises, schnurrendes pru,r,r,r,t oder qu,r,r,r,t beschrieben, meist von einem Ansitz, seltener vom Erdboden aus gerufen.

## Lebensweise
Die Nahrung besteht aus Nachtfaltern, Käfern und anderen Insekten, die über Felsformationen und über Baumwipfeln gejagt werden.
Die Brutzeit liegt in Guyana zwischen Mai und August und in Suriname zwischen Februar und März.

## Gefährdungssituation
Die Trauernachtschwalbe gilt als „nicht gefährdet“ (least concern).